# Kunskapsskolan
Kunskapsskolan i Sverige AB är en svensk vinstdrivande fristående skola på grund- och gymnasienivå (Kunskapsgymnasiet). De har även vuxenutbildningar som går under namnet SkillEd.

## Historia
Initiativet till skolan togs av Peje Emilsson i slutet av 90-talet. I januari 1999 drog arbetet igång under ledning av Emilssons dotter Cecilia Carnefeldt, Anders Hultin, tidigare politiskt sakkunnig på utbildningsdepartementet, Per Unckel, före detta utbildningsminister och nationalekonomen Nils Lundgren. I augusti 2000 öppnade Kunskapsskolan sina första fyra grundskolor. 
Kunskapsskolans moderbolag, Kunskapsskolan Education, arbetar med att utveckla ett internationellt kontaktnät med skolor världen över baserat på Kunskapsskolans arbetssätt, även kallat "the KED Program".
Kenneth Gärdestad var Kunskapsskolans chefsarkitekt.

### Skolor
2017 bestod Kunskapsskolan i Sverige av 29 grundskolor, 7 gymnasier och en vuxenutbildning (SkillEd).